# Derodontoidea
De Derodontoidea zijn een superfamilie van kevers uit de infraorde Elateriformia.

## Taxonomie
De superfamilie is als volgt onderverdeeld:
- Familie Derodontidae LeConte, 1861[1] (Tandhalskevers)
  - Onderfamilie Peltasticinae LeConte, 1861[1]
  - Onderfamilie Derodontinae LeConte, 1861[1]
  - Onderfamilie Laricobiinae Mulsant & Rey, 1864
- Familie Nosodendridae Erichson, 1846 (Boomsapkevers)
- Familie Jacobsoniidae Heller, 1926